# Chiesa di San Giovanni di Verdara
La chiesa di San Giovanni di Verdara è un edificio di origine medievale che fu luogo di culto sino al 1866. Si affaccia su contrà Verdara, ora via San Giovanni di Verdara a Padova. Fu per secoli la chiesa del vicino monastero dei canonici regolari lateranensi e grande centro artistico della città. Oggi l'antica struttura, con gli annessi edifici monastici, è ospedale militare.

## Storia
La chiesa sorse agli inizi del XIII secolo - già esistente nel 1219 - come edificio di culto di un cenobio di monaci benedettini albi: questo priorato, sorto in una zona della città "viridaria" caratterizzata dalla rigogliosa vegetazione, era per questo denominato "in viridario" poi "di Verdara". Il monastero si fece centro religioso rilevante tra il XIV secolo ed il XV secolo ed i monaci ingrandirono ed ampliarono la chiesa e gli edifici annessi.
Nel 1431 papa Eugenio IV consegnò a commenda tutto il monastero al nipote cardinale Antonio Correr, vescovo di Ostia che la affidò nel 1436 ad una fiorente comunità di canonici regolari lateranensi che intrapresero una ampia campagna di restauro affidando i lavori a Lorenzo da Bologna e Giuliano da Porlezza. Tra il 1519 e il 1527 fu la residenza di Pietro Martire Vermigli e di Reginald Pole. Nel 1566 acquisì il titolo di abbazia. Tra il XV e XVII secolo i canonici raccolsero importanti opere artistiche e librarie tra cui il fondo di Pietro Montagnana, sviluppando una delle più importanti collezioni di stampo rinascimentale che richiamarono l'attenzione di umanisti del calibro di Pietro Bembo, assiduo frequentatore del complesso. Il "museo" di San Giovanni di Verdara divenne una delle attrazioni principali della città tra il XVI ed il XVIII secolo, soprattutto dopo il lavoro dell'Abate Ascanio Varese che aggiunse alla raccolta la ricca collezione di Marco Mantova Bonavides, confluita nel monastero nel 1711. Alla cura contribuì incessantemente pure Ludovico Antonio Muratori, attento catalogatore della biblioteca.
Nel 1783 la Repubblica di Venezia soppresse l'ordine dei Canonici Lateranensi. La collezione dei religiosi divenne fondo del successivo Museo Civico mentre il resto fu convogliato presso la Biblioteca nazionale Marciana. La chiesa continuò ad essere officiata da sacerdoti secolari che ne mantennero l'arredo, mentre nelle strutture monastiche si installò la Ca' di Dio (brefotrofio) che lasciò spazio - dopo una breve occupazione dei piaristi - a tremila soldati austriaci con i loro duecento cavalli che vi crearono caserma nel 1847. La chiesa fu officiata sino al 1866 dall'ordine dei Gesuiti, che aveva acquistato il complesso nel 1852 e lo aveva trasformato in un convitto maschile. Poi le strutture vennero occupate ed in seguito espropriate dalla nuova amministrazione italiana ed il complesso fu trasformato in ospedale militare. La chiesa a tre navate fu progressivamente suddivisa in strutture funzionali all'attività ospedaliera. Attualmente la chiesa fa parte integrante del comprensorio della caserma "De Bertolini" dell'Esercito Italiano, presso la quale ha sede il Dipartimento Militare di Medicina Legale di Padova.
Le numerose opere d'arte che decoravano la chiesa sono oggi in gran parte esposte presso i Musei Civici agli Eremitani.
Lo straordinario monumento, di fondamentale importanza per la storia artistica della città e dello sviluppo del gusto rinascimentale nell'Italia settentrionale, facendo oggi parte di un sedime militare, non è visitabile, pur rimanendo la facciata parzialmente visibile dall'antistante via San Giovanni di Verdara.
Nella chiesa furono sepolti illustri personaggi quali Andrea Briosco, Lazzaro Bonamico, Giovanni Calfurnio, Giovanni da Cavino, Luca Ferrari, Domenico Senno.

## Descrizione

### Esterno

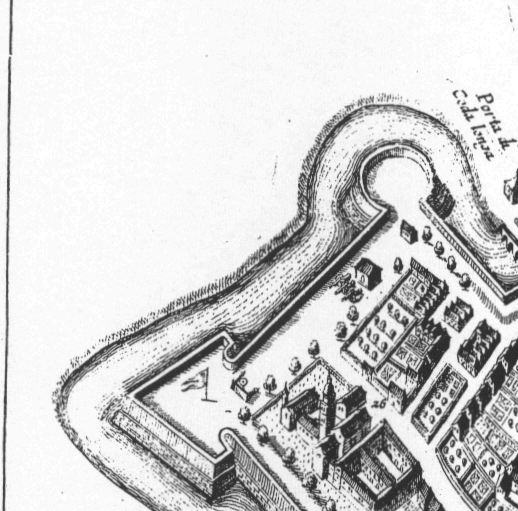
Il complesso in un'incisione del 1640

Sulla facciata a salienti, rivolta a levante, si scorgono ancora le aperture gotiche, tra cui il bel rosone decorato da archetti polilobati; il resto dell'impianto architettonico è successivo, forse seicentesco. Sull'arcata sopra il portale maggiore stava un affresco di Giacomo Ceruti raffigurante "la Vergine con san Giuseppe e San Giovanni", mentre sulla sinistra stava il monumento sepolcrale di Andrea Briosco con tondo bronzeo recante l'effigie dell'artista (disperso dopo il 1797) e memoriale dettata dal Canonico Girolamo Negri. Le fiancate sono mosse da numerosi e profondi archetti ciechi che denotano il carattere di una costruzione gotica, del XIV o XV secolo. L'abside rivolta a ponente sporge notevolmente dall'edificio e si conclude in pianta poligonale. A fianco sorge la base del campanile quasi del tutto atterrato dopo il 1866. A meridione si elevano le strutture monastiche ancora ben conservate caratterizzate dai due chiostri monumentali.

### Interno

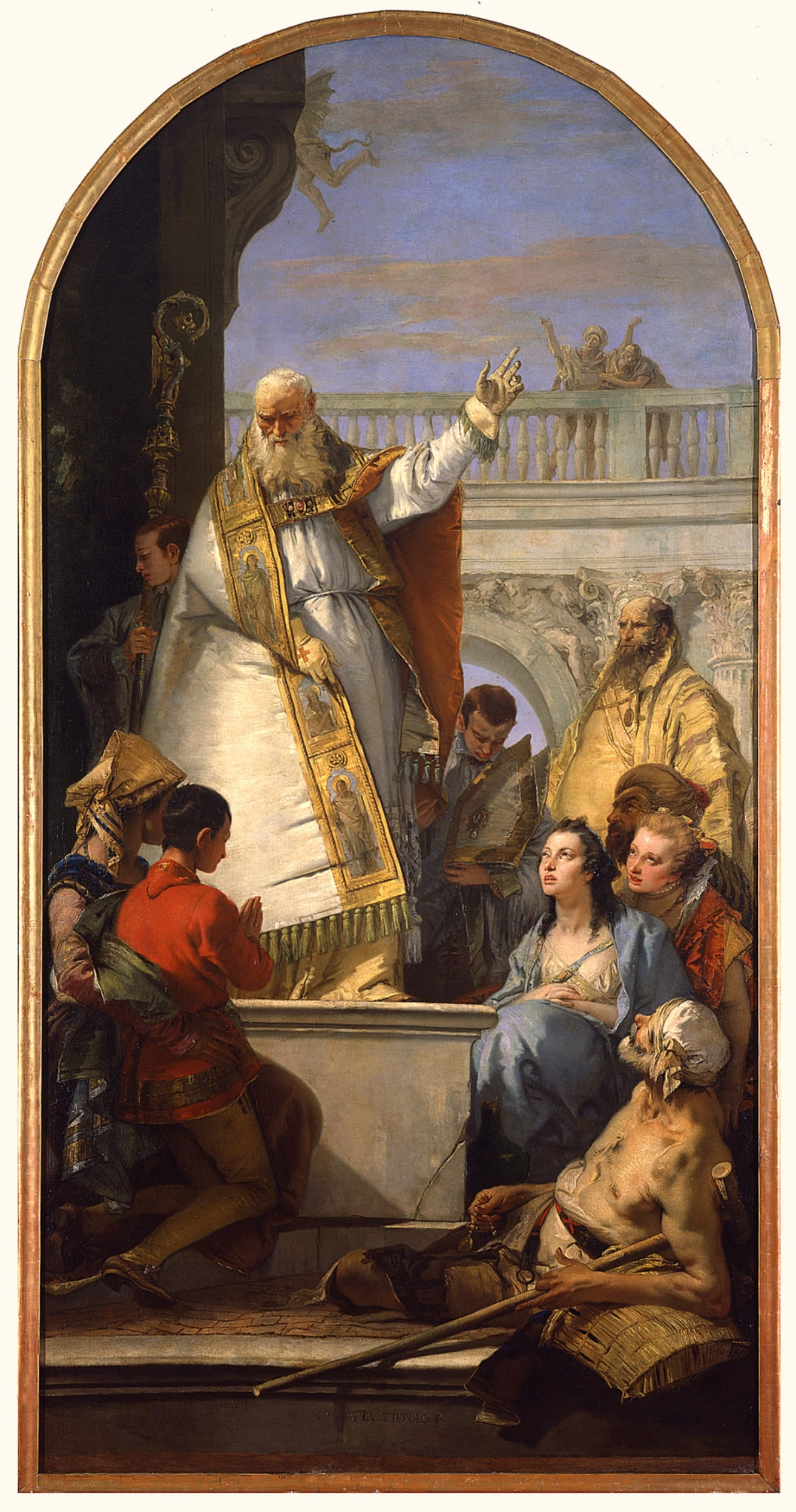
La Pala di San Patrizio, lavoro del Tiepolo già in San Giovanni di Verdara

L'interno della chiesa a tre navate aperte da ariose arcate, era ricco d'opere d'arte: su un altare era collocata la mirabile scultura raffigurante "la Vergine Addolorata col Cristo morto e putto dolente" di Antonio Bonazza (ora esposta ai musei civici) su l'altare di San Patrizio preziosa tela di Giovambattista Tiepolo "San Patrizio Vescovo nell'atto di sanare un infermo" ora presso la pinacoteca civica. Due monumentali sepolcri rinascimentali ora collocati nel Chiostro del Noviziato alla Basilica di Sant'Antonio arricchivano la chiesa: il più antico, dedicato a Giovanni Calfurnio, opera di Antonio Minello e dirimpetto, quello a Lazzaro Bonamico, eretto su modello di Andrea Palladio ed impreziosito dal busto bronzeo dell'umanista opera di Danese Cattaneo (l'originale esposto ora al Museo Civico di Bassano). Numerose le tavole e le tele: Pietro Bacchi da Bagnara, Stefano dall'Arzare, Pietro Ricchi, Alessandro Varotari. 
Il Rossetti ricorda che sull'altare del Santissimo "sta tabernacolo di Ebano, arricchito di pietre preziose del secondo genere che merita d'essere veduto".

## La collezione dei Canonici Lateranensi
Se con la soppressione del 1783 le Canoniche di Verona e Bergamo ebbero i beni finiti all'incanto, il Senato della Repubblica ebbe per quella di Padova particolare zelo nel conservare la grandiosa collezione che i religiosi per secoli arricchirono: oltre la biblioteca, v'era la prestigiosa raccolta di "ritratti di uomini illustri, in metallo, in marmo, in avorio ed in cera", una ricca collezione di avori antichi e di bronzi, sia antichi che moderni, una considerevole pinacoteca e infine "vasi antichi, idoli e simulacri di molte e varie nazioni antiche e moderne, e moltissimi cammei e pietre intagliate; lucerne ed urne sepolcrali; pesi e sigilli antichi, degli alti e bassi tempi. V'ha altresì buon numero di minerali, fossili e crostacei, coralli e frutti marini,...stromenti matematici, astronomici ed ottici; ed una doviziosa raccolta di medaglie...". Una collezioni di stampo antiquariale, tanto in voga nell'Italia barocca. Tra i busti di cera spiccava quello del Tiziano "della più squisita manifattura" e tra le tele la Cena di Emmaus del Piazzetta (ora a Cleveland) ed opere di Girolamo Forabosco e Andrea Vicentino. L'apice delle raccolta si ebbe nel 1711 quando vi confluì la cinquecentesca collezione di Marco Mantova Bonavides magistralmente amministrata dall'abate Ascanio Varese (1726) coadiuvato alla biblioteca da Ludovico Antonio Muratori.
Alvise Tiepolo nel ruolo di "Aggiunto sopra li monasteri" curò la gestione dei beni dopo la soppressione, affiancato da Paolo Rucolini bibliotecario della Pubblica di Padova e dall'abate Jacopo Marelli bibliotecario della Marciana di Venezia, opera conclusa il 16 gennaio 1784. I beni più preziosi delle biblioteca furono portati alla Marciana e gli altri restarono alla città di Padova confluendo nelle raccolte della Biblioteca universitaria di Padova, mentre "La parte Antiquaria...è da unirsi alle statue antiche, e famose, che si trovano nell'Atrio della Libreria di S. Marco, alle quali molto bene si uniformano queste cose di Antiquaria, essendo fra esse anco una raccolta di medaglie Greche e Romane, delle quali era desiderabile che si potesse averne qualche collezione a S. Marco...". Il rimanente restò a Padova, al Museo di Storia Naturale o Museo Pubblico, costituito già dal 1736, al Gabinetto di Fisica e alla Specola, mentre le "Pitture e Sculture...alla Città stessa di Padova col dovere di conservarle..." primitivo nucleo dell'attuale Museo Civico agli Eremitani.